# Изгнание евреев из Австрии

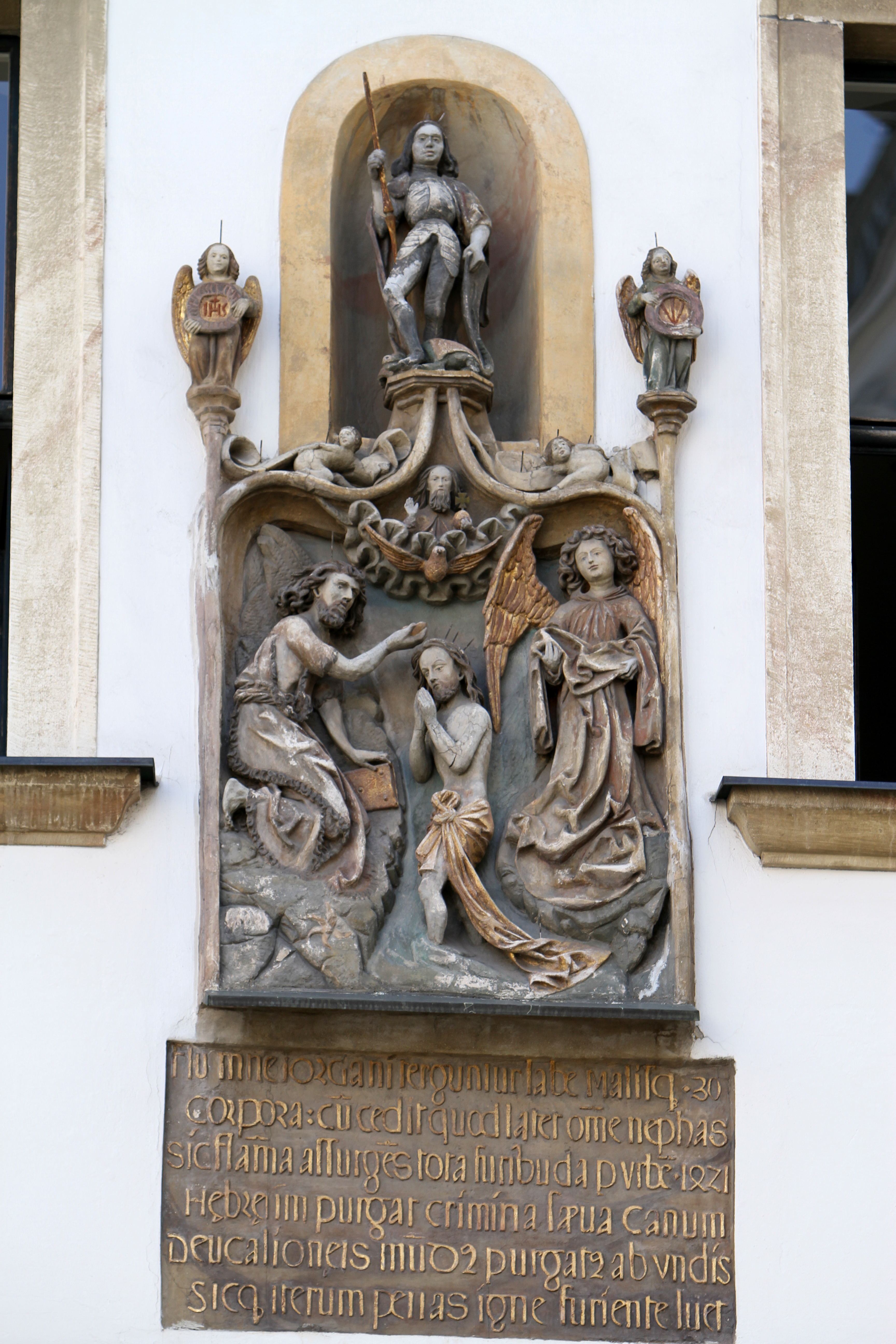
Барельеф с надписью, посвященной изгнанию евреев из Вены

Изгнание евреев из Австрии — кампания преследования и дискриминации иудеев в Австрийском эрцгерцогстве, которая была инициирована герцогом Альбрехтом V в 1420 году. Завершилась конфискацией имущества, принудительным крещением, разрушением синагог, депортацией большинства еврейской диаспоры и сожжением в Вене более двухсот иудеев. В дальнейшем преследования распространились и на Моравию.

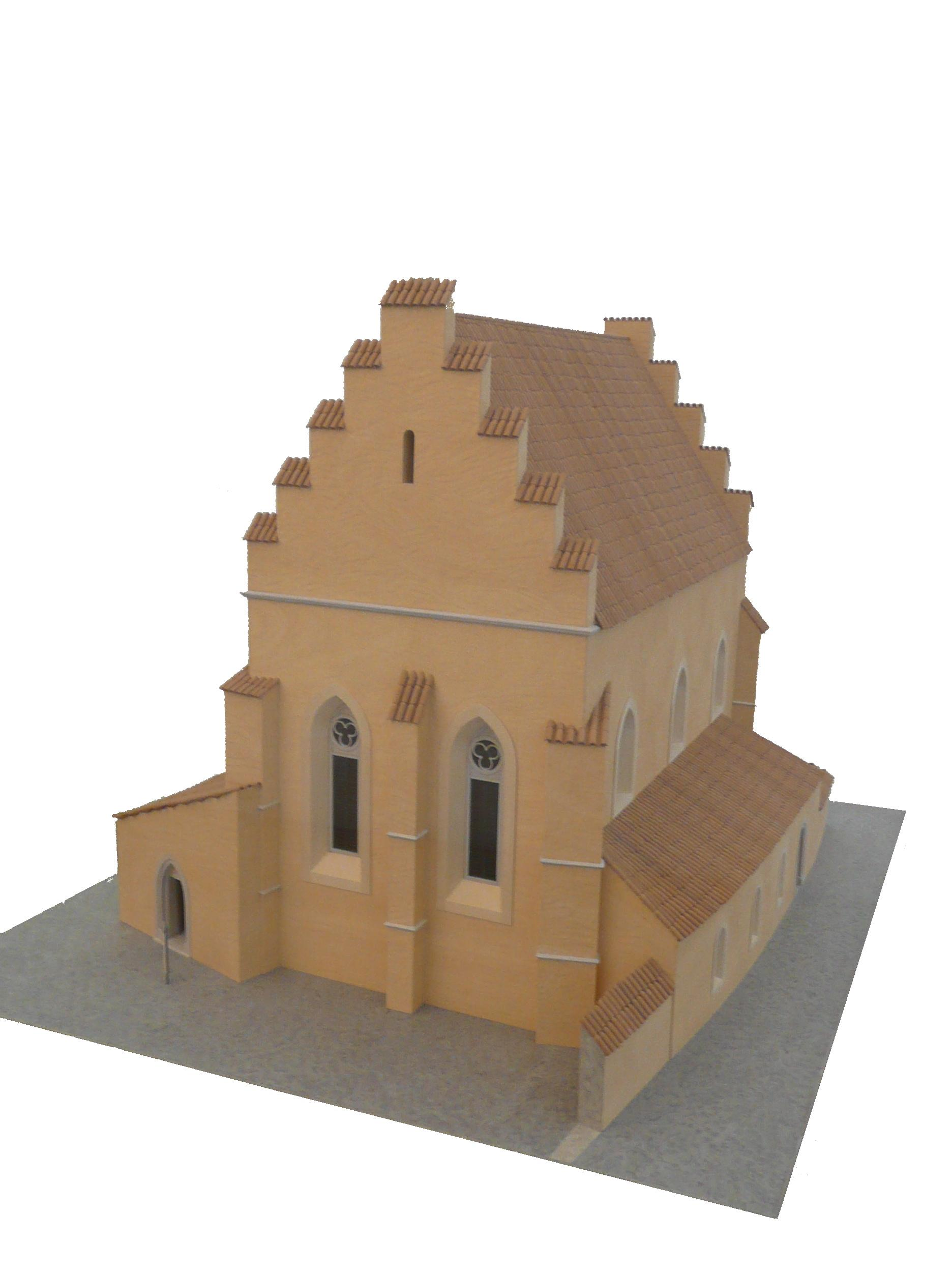
Модель синагоги на Юденплац

Наиболее обстоятельно события изложены в «Австрийской хронике» Томаса Эбендорфера и в еврейском источнике, называемом «Венское гонение» (лат. Wiener Gesera). При раскопках в районе Юденплац в Вене был обнаружен фундамент разрушенной синагоги, который в настоящее время превращён в мемориальный экспонат Еврейского музея Вены.
Другим напоминанием о тех событиях служит латинская надпись готическим шрифтом на христианском барельефе, передающая нравственную атмосферу того времени:

Крещением в реке Иордан тела очищаются от болезни и зла, и все тайные грехи обращаются в бегство. Так пламя, яростно возжёгшееся в 1421 году по всему городу, очистило его от ужасных преступлений еврейских псов. Как однажды мир был очищен водой, так теперь он был очищен огнём